# Maoye Internationaal
Maoye International Holdings Limited, of Maoye International, Maoye, is een Chinese exploitant van warenhuizen en winkelcentra in China. Deze warenhuizen en winkelcentra liggen in de provincies Guangdong, Sichuan, Chongqing en Jiangsu. Het hoofdkantoor van de onderneming is in Shenzhen in de provincie Guangdong.

## Geschiedenis
In 1997 opende Maoye het eerste warenhuis in het subdistruct Dongmen in Shenzhen. In de loop der tijd groeide het bedrijf verder uit en op 30 juni 2023 exploiteerde en beheerde het in totaal 49 winkels in 21 Chinese steden met een totale bruto vloeroppervlakte van ongeveer 3,1 miljoen m².
De beursgang van Maoye op de Hong Kong Stock Exchange werd verschillende keren uitgesteld, twee keer in 2000 en in januari 2008, vanwege een slecht beursklimaat op dat moment. Op 5 mei 2008 werd het met succes aan de beurs genoteerd. Op de eerste handelsdag sloot de aandelenkoers op HK$ 3,04, 2% lager vergeleken met de emissieprijs van HK$ 3,1.